# Kyŏngsŏng
Kyŏngsŏng (kor. 경성군, Kyŏngsŏng-gun) – powiat w Korei Północnej, w prowincji Hamgyŏng Północny. W 2008 roku liczył 105 909 mieszkańców. Przez powiat przebiega najdłuższa w kraju, łącząca Pjongjang i strefę ekonomiczną Rasŏn linia kolejowa P’yŏngna.

## Geografia
Położony nad Morzem Japońskim (w Korei: Morze Wschodnie). Od zachodu i południowego zachodu otoczony górami. W regionie znajduje się dużo gorących źródeł. 80% terytorium powiatu stanowi las. Ze względu na nadmorskie położenie, klimat powiatu jest stosunkowo łagodny, w porównaniu z innymi regionami prowincji Hamgyŏng. Średnia roczna temperatura wynosi 6,6°C, w tym −8,2°C w styczniu i 21,1°C w sierpniu. Średni roczny opad wzdłuż wybrzeża wynosi 648 mm, ale w głębi lądu, w zachodniej części powiatu sięga nawet 800 mm.

## Gospodarka
Region jest znany jako centrum produkcji tradycyjnej koreańskiej ceramiki. Dominuje jednak rolnictwo – we wschodniej części powiatu uprawiany jest ryż. W sadach zbiera się głównie brzoskwinie. Na małą skalę istnieje także przemysł rybołówczy.

## Podział administracyjny powiatu
W skład powiatu wchodzą następujące jednostki administracyjne:
| Nazwa jednostki administracyjnej | Rodzaj jednostki administracyjnej | Chosŏn’gŭl     | Hancha         |
| -------------------------------- | --------------------------------- | -------------- | -------------- |
| Kyŏngsŏng-ŭp                     | miasteczko                        | 경성읍         | 鏡城邑         |
| Saenggiryŏng-rodongjagu          | dzielnica pracownicza             | 생기령로동자구 | 生氣嶺勞動者區 |
| Sŭng'am-rodongjagu               | dzielnica pracownicza             | 승암로동자구   | 勝岩勞動者區   |
| Ryongch’ŏn-rodongjagu            | dzielnica pracownicza             | 룡천로동자구   | 龍川勞動者區   |
| Pakch'ung-rodongjagu             | dzielnica pracownicza             | 박충로동자구   | 朴忠勞動者區   |
| Haonp'o-rodongjagu               | dzielnica pracownicza             | 하온포로동자구 | 下溫堡勞動者區 |
| Sangonp'o-ri                     | wieś                              | 상온포리       | 上溫堡里       |
| Ryongsan-ri                      | wieś                              | 룡산리         | 龍山里         |
| Hamyŏn-ri                        | wieś                              | 하면리         | 河面里         |
| Hwaha-ri                         | wieś                              | 화하리         | 花下里         |
| Kwanmo-ri                        | wieś                              | 관모리         | 冠帽里         |
| Daehyang-ri                      | wieś                              | 대향리         | 大鄕里         |
| Jungp'yŏng-ri                    | wieś                              | 중평리         | 仲坪里         |
| Ryonghyŏn-ri                     | wieś                              | 룡현리         | 龍峴里         |
| Ondaejin-ri                      | wieś                              | 온대진리       | 溫大津里       |
| Ilhyang-ri                       | wieś                              | 일향리         | 一鄕里         |
| Osang-ri                         | wieś                              | 오상리         | 梧上里         |
| Dokyŏn-ri                        | wieś                              | 독연리         | 獨淵里         |
| Jangp'yŏng-ri                    | wieś                              | 장평리         | 長平里         |
| Namsŏk-ri                        | wieś                              | 남석리         | 南夕里         |
| Maeyang-ri                       | wieś                              | 매향리         | 梅香里         |